# Xerografie (Animation)
Die Xerografie ist ein von Zeichentrickfilmer Ub Iwerks für die Walt-Disney-Studios entwickeltes Verfahren, zu animierende Papierphasen, welche vormals aufwendig celweise mit Tusche auf Klarsichtfolie aufgepaust werden mussten, auf Folie zu fotokopieren. Erstmals wurde dieses Verfahren für den Film 101 Dalmatiner (1961) eingesetzt. Das Grundprinzip wurde vom amerikanischen Physiker Chester Carlson erfunden und basiert auf den Veröffentlichungen des ungarischen Physikers Pál Selényi.